# Schendyla incubationum
Schendyla incubationum är en mångfotingart som beskrevs av Karl Wilhelm Verhoeff 1943. Schendyla incubationum ingår i släktet Schendyla och familjen småjordkrypare. Inga underarter finns listade i Catalogue of Life.